# 新文龙中华中学
新文龍中華中學（英語：S.B.R. Chong Hwa High School），是一所位於馬來西亞柔佛州峇株巴辖县龍引的華文獨立中學。该中学由鄭振中等人於1951年創辦。其校名“新文龍”是指新加蘭、文律、龍引三區之合称。校園雖小卻五臟俱全。教師思想年輕，教導有方，雖說學生人數不多，但依然能常年有學生於統考獲得好成績。2023年起全校及宿舍實行冷氣制。

## 校史
该校创办人郑振中祖籍福建永春，曾于厦门大学就读，后随其父南下马来亚（现马来西亚）协助垦植。当时的龙引只有几间房屋，村民生活简陋，使他决定到峇株巴辖正修教课。然而当地无人明白华语，使他转行为商人至星加坡（现新加坡）经营土产贸易。然而他因不适合商界环境，最终还是回到龙引，一面以劳力开发山芭，一面致力发展当地的教育及社会公益事业。
当时龙引只有一间私塾和几个学童，而中华小学便在1946年经济拮据时创校。该校由当地的中华公会运营，而盈利则悉数移作教育经费。约10年后当地华裔人口增多，使小学在1948年需要筹资15万元来兴建新校舍，以让更多人有受教育的机会。
1951年，新加兰、文律和龙引三区的华文小学联合创办新文龙中华中学，并由郑振中为董事长，黄润岳为校长，同时招收不少教师执教。该校起初只有2班共69名学生，与中华小学共用校舍，直到之后新校舍建好后才搬入新校舍。该校在教育部要求下于1953年开办4届高级师资班，而学生在这之后便成为当地的教师，满足师资需求。
直到1957年春天，该校才正式开办高中，而三区的初中毕业生得以就近求学，同时也吸引外地人就读。1961年马来西亚的华文中学被要求改制为以马来语或英语授课的国民型华文中学，然而郑振中却反对这个举动，坚持以华语授课，使该校在1962年成为一所独立中学（无政府津贴）至2018年马来西亚大选。郑振中也连续担任该校董事多达13年，最终于1963年3月15日逝世，一生为华文教育贡献，当天也被该校定为假日以纪念他的功绩。
1975年该校学生人数达460名，并在1980年达到472名，并在几年间发动筹款用来提升学校基础建设。
1989年初董事会通过征求新文龙三区各港区协理，以协助推动各种事务及发展。该年开设电脑班，高中一年级学生必修，高中二及高中三的学生则可选修。7月31日，由《南洋商报》主办、皇帽啤酒赞助的“十大歌星”首次莅临龙引小镇，为新文龙中华中学筹募科学楼基金举行义演，总共筹得63万余令吉(66万)，是年10月底动工兴建，11月23日邀请时任交通部长林良实主持奠基札，由柔佛州行政议员林时清代表主持，并宣布拨款3万令吉。
1990年7月该校科学楼落成后，该校便通过发动筹款来重建学生宿舍、18间教室以及1座综合大礼堂。不幸的是同年10月5日工程未开始始便发生火患，造成前座的礼堂与校长楼、以及2排8间课被大火烧毁。
1998年新校舍正式落成，而两层楼的董事会办事处与教师宿舍也于2000年正式启用。
2002年该校兴建雨盖综合体育活动中心，并在同年9月完工。
2009年该校正式成立家教协会，并在2010年耗资293万1974令吉于哥打丁宜购买82亩园地，随后设立置业及发展基金以求自力更生。截至2014年
1月2月，该校学生人数达483人，其中初一新生有135人。
2019年，新文龙推出全国首创生态观光科。
2020年，在新冠疫情之际，实现网课，并以“蜕变”作为70周年校庆主题。2023年，宿舍改为男女混宿。

## 傳統與文化

### 校训
中华中学校训为“智者不惑、仁者不忧、勇者不惧”，出自《论语·子罕》。

### 校徽、校旗
中华中学校徽由简单的图形构成，其中中间三个红圈代表新加兰、文律和龙引三区；横跨中间三圆的蓝色线条则代表该中学是由三区华校大联合统筹统办的。

### 校歌
新文龙中华学校校歌固定在周会升旗仪式奏唱国歌之后，全校集体唱校歌。同时在重大典礼活动和集会之时亦奏唱校歌。以下是校歌歌词：
|                      | 我们是三区华校学生 要爱护新文龙 大家努力读书 学业优良最光荣 我们是三区华校学生 要爱护新文龙 服从师长训导 品行优良最光荣 我们是三区华校学生 要爱护新文龙 发扬中华文化 创立高尚学风 将来国家主人翁 |
| ——新文龙中华中学校歌 | |

## 历任董事长[11]
1. 郑振中（1951～1963，12年）
2. 郑金照（1963～1964，1年）
3. 颜金钓（1965～1968，4年）
4. 施锦锈（1969～1970，2年）
5. 颜金钓（1971～1976，6年）
6. 郑振经（1977～1988，12年）
7. 许宽柔（1989～1992，4年）
8. 黄起陆（1993～1994，2年）
9. 郑振经（1995～2000，6年）
10. 王利城（2001～2004，4年）
11. 郑国陞（2005～～至今）

## 外部連結
- 新文龍中華中學官网 （页面存档备份，存于）